# Heinrich Siegmund Blanckertz

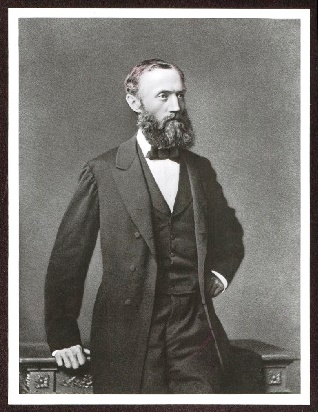
Heinrich Siegmund Blanckertz, ca. 1880

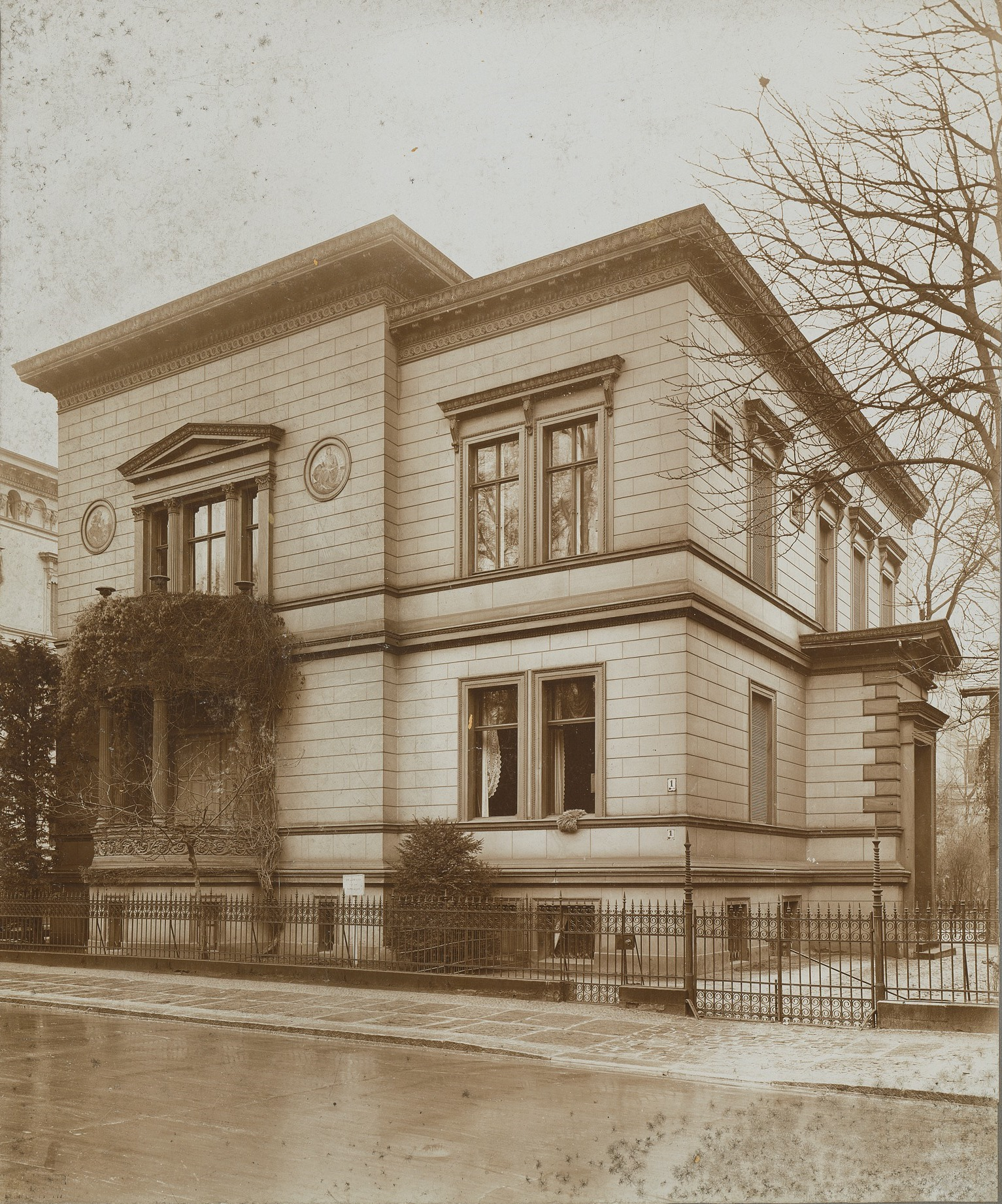
Villa Blanckertz in Berlin-Tiergarten, Stülerstraße 1, ca. 1910

Heinrich Siegmund Blanckertz (* 3. Juni 1823 in Jüchen; † 7. August 1908 in Berlin) war ein deutscher Unternehmer. Er begründete die deutsche Stahlfeder-Industrie.

## Leben
Da Blanckertz Familie auf ihrem landwirtschaftlichen Besitz eine Baumwollweberei betrieb, hatte er nach dem Besuch der höheren Schule ursprünglich den Bau von Webstühlen erlernt. 1849 eröffnete er in Berlin zusammen mit Rudolf Heintze die Firma Heintze & Blanckertz zur Fertigung von Bürogegenständen. Dabei machte er erste Versuche, Schreibfedern aus Stahl herzustellen. Nach dem Ausscheiden seines Partners Heintze stellte er ausschließlich solche Stahlfedern her.

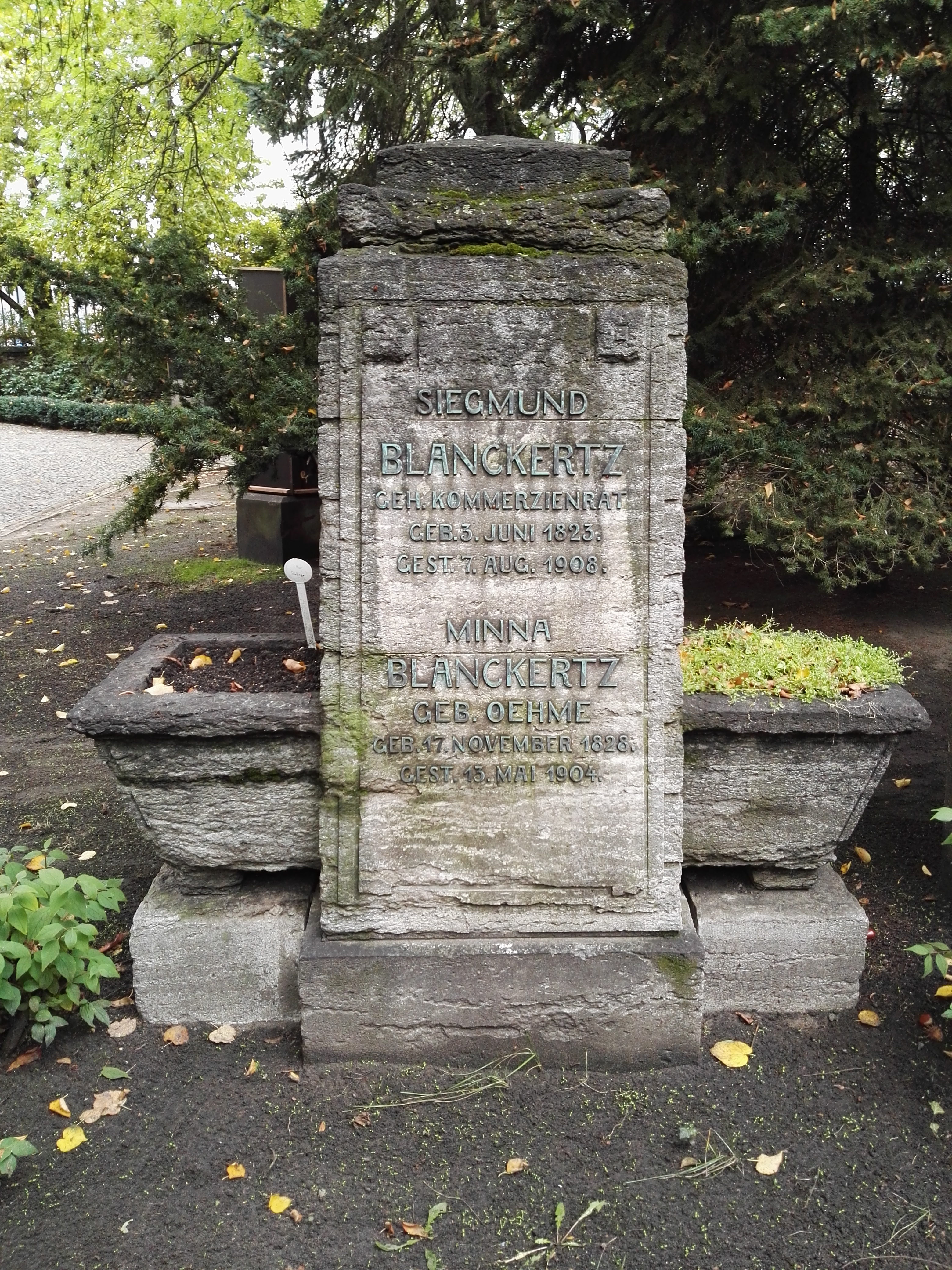
Grabstätte

1864 erwarb er als einer der ersten ein Grundstück in der neuen Villenkolonie Albrechtshof, in der Stülerstraße 1/Ecke Hitzigstraße. Dort ließ er bis 1866 vom Architekten Friedrich Hitzig eine Villa errichten (1940 abgerissen).

## Familie
1854 heiratete er Dorothea Friederike Wilhelmine Oehme, genannt „Mimi“ (1829–1904), Tochter des Seidenwarenfabrikanten Christoph Wilhelm Oehme in Berlin.
Sein Sohn Rudolf (1862–1935) setzte das Werk des Vaters fort. Sein Sohn Heinrich Siegmund (1865–1927) wurde Kaufmann. Seine Tochter Johanna (1860–1940) heiratete den Berliner HNO-Arzt und Hochschullehrer Arthur Hartmann und seine Tochter Wilhelmine Julie Martha heiratete dessen Bruder, den Fabrikanten Dr. phil. Oscar Hartmann. Die Grabstätte der Familie befindet sich auf dem St.-Marien- und St.-Nikolai-Friedhof I im Berliner Ortsteil Prenzlauer Berg.

## Ehrungen
- 1888 wurde ihm der Titel Kommerzienrat verliehen
- 1903 wurde er Geheimer Kommerzienrat
- 1937 wurde der Blanckertzweg in Berlin-Lichterfelde nach ihm benannt.[3]
- 1965: Blanckertzweg in München[4]